# ISO 19113
Die Qualität von Geodaten ist ein wichtiger Aspekt für die Bewertung und Integration von Geoinformation, zum Beispiel in ein Geoinformationssystem. Diese Norm ist entwickelt und bereitgestellt von der Internationalen Organisation für Normung (ISO) und ist Bestandteil der Serie ISO 19xxx zur Normung von Geoinformationen und Geodaten. Bereits bei der Akquisition neuer Geodaten müssen diese Qualitätsparameter vom Hersteller beschrieben werden.
Die Norm ist inzwischen zurückgezogen und durch ISO 19157 ersetzt.

## Qualitätsparameter
Die im Standard definierten allgemeinen Qualitätsparameter für Geodaten sind:
Vollständigkeit (Completeness)
Präsenz oder Fehlen von Objekten, einzelner Attribute oder Beziehungen
Logische Konsistenz
Widerspruchsfreiheit der konzeptionellen, logischen und physikalischen Datenstruktur
Positionsgenauigkeit (Positional Accuracy)
durchschnittliche Positionsgenauigkeit der einzelnen Objekte
Zeitliche Genauigkeit (Temporal Accuracy)
Korrektheit der Zeitangaben und zeitlichen Beziehungen
Thematische Genauigkeit (Thematic Accuracy)
Korrektheit der Attribute